# Лещ (Торуньский повет)
Лещ — деревня в гмине Лубянка Торуньского повета Куявско-Поморского воеводства в центральной части севера Польши.